# Pernille Rosenkrantz-Theil
Pernille Rosenkrantz-Theil (født 17. januar 1977 i Skælskør) er en dansk politiker, der 2001-2007 og igen fra 2011 har været medlem af Folketinget, frem til 2007 for Enhedslisten og siden 2011 for Socialdemokratiet. Ved kommunalvalget 2025 er hun Socialdemokratiets kandidat til overborgmesterposten i Københavns Kommune.
Hun har været minister ad to omgange; først børne- og undervisningsminister 2019-2022 dernæst social- og boligminister 2022-2024. 

## Baggrund
Pernille Rosenkrantz-Theil er datter af skoleleder Jørgen Rosenkrantz-Theil og psykoterapeut Linda Rosenkrantz-Theil.
Hun blev student fra Vestre Borgerdyd Gymnasium i 1995. I 1998 påbegyndte hun studier i statskundskab ved Københavns Universitet og studerede ved University of London i 1999. Hun fik sin bachelorgrad i 2004.
Hun har arbejdet som vejleder ved den fri ungdomsuddannelse på Det Frie Gymnasium i 1996-97 samt kampagneleder for Operation Dagsværk i 1998-99. I 2001 arbejdede hun for Folkekirkens Nødhjælp, og i 2008-2011 var hun kommunikations- og strategikonsulent for Fag og Arbejde.

## Politisk karriere

### Folketinget
Fra 1996 var hun medlem af Enhedslistens hovedbestyrelse og arbejdsudvalg. Hun blev opstillet som folketingskandidat i Østre Storkreds 1996–2001. Ved valget i 1998 blev hun 1. suppleant, og 20. april – 31. juli 1999 var hun midlertidigt folketingsmedlem. I 2001 blev hun valgt i Fyns Amtskreds, og hun sad i Folketinget fra 2001 til 13. november 2007, efter at hun i marts samme år havde annonceret, at hun ikke ville genopstille til det følgende valg.
Ved folketingsvalg 2011 var hun opstillet i Fyns Storkreds og blev indvalgt i Folketinget for Socialdemokraterne med et stemmetal på 32.337, heraf 16.919 personlige stemmer.
I 2013 skiftede Pernille Rosenkrantz-Theil valgkreds til Vordingborgkredsen.

### DGS og aktionerne
Det politiske engagement begyndte i gymnasietiden, hvor hun var bestyrelsesmedlem i Danske Gymnasieelevers Sammenslutning (1992–1995). I 1994 deltog hun i en protestaktion mod nedskæringer på uddannelsesområdet, hvor hun, sammen med to andre bestyrelsesmedlemmer, kastede levende dværghøns ned i folketingssalen fra tilhørerlogen. Hun blev dømt efter straffeloven for aktionen.
Efter malingangrebet på Christiansborg i 2003, hvor statsminister Anders Fogh Rasmussen (V) og udenrigsminister Per Stig Møller (K) blev overfaldet og overhældt med rød maling som protest mod regeringens deltagelse i Irakkrigen, sagde hun, at hun lige så godt kunne have udført aktionen, en udtalelse, hun undskyldte for i 2013.

### Fra Enhedslisten til Socialdemokratiet
I april 2008 meldte Pernille Rosenkrantz-Theil sig ud af Enhedslisten i protest mod partiets håndtering af opstillingen af den kontroversielle muslimske folketingskandidat Asmaa Abdol-Hamid. Hun afviste at være på vej over i et nyt parti, men 3. december samme år kom det frem, at hun havde meldt sig ind i Socialdemokratiet.
Pernille Rosenkrantz-Theil blev i december 2024 udnævnt til Kommandør af Dannebrog.

## Populærkultur
Pernille Rosenkrantz-Theil var paneldeltager i det populære radioprogram Mads og Monopolet på DR's P3, hvor hun startede i februar 2004.